# Peter Boettke
Peter Boettke est un économiste américain de l'école autrichienne, né le 3 janvier 1960 à Rahway (New Jersey).
Il est diplômé en économie de l'université George-Mason, où il a obtenu un Ph.D. (doctorat).
Il enseigne entre autres à l'université d'Oakland, au Manhattan College et à l'université de New York. En 1998, il rejoint le corps professoral de l'université George Mason et en 2004 se voit décerner le tire de Hayek Fellow par la London School of Economics. Il est professeur visitant à l'Institut Hoover et directeur de la publication de la Review of Austrian Economics (en), fondée dans les années 1980 par Murray Rothbard.